# Ursula Holliger
Ursula Holliger (née Hänggi ; Bâle le 8 juin 1937 et morte le 21 janvier 2014) est une harpiste suisse, connue pour son engagement pour la musique contemporaine.

## Biographie
Ursula Holliger effectue ses études à l'Académie de Bâle, puis au Conservatoire de Bruxelles. Elle mène ensuite une carrière de soliste, soi seule, soi avec son époux, le hautboïste, chef d'orchestre et compositeur, Heinz Holliger.
Elle figure parmi les harpistes les plus importantes, notamment dans le domaine de la musique contemporaine, répertoire où elle joue et créer de nombreuses œuvres qui lui sont dédiées, ou à son mari : Elliott Carter (Trilogy, 1992 ; Mosaic, 2004), Alberto Ginastera (Concerto) Hans Werner Henze (Double concerto pour hautbois et harpe, 1966), André Jolivet (Controversia, 1969), Witold Lutosławski (Double concerto pour hautbois et harpe, 1980), Ernst Křenek (Kitharaulos, 1972), Frank Martin (Petite symphonie concertante, 1945), Alfred Schnittke (Concerto pour hautbois et harpe, 1970 Eucalypts I, 1970) Isang Yun (Double concerto pour hautbois et harpe, Gong-Hu, In balance, 1987), Tōru Takemitsu (Concerto pour hautbois et harpe) et Heinz Holliger (Mobile, 1962 ; Trio, 1966 ; Praeludium I et II 1987).
Elle a joué, notamment, sous la direction de Michael Gielen, Pierre Boulez, Simon Rattle, André Previn, Neville Marriner et Heinz Holliger. Dans le répertoire classique, elle a joué avec les flûtistes Peter-Lukas Graf et Aurèle Nicolet pour le concerto de Mozart ou des œuvres de Spohr ; et en musique de chambre, en duo de harpes avec la harpiste Catherine Einsenhoffer et en duo régulier, avec la violoniste Hanna Weinmaster.
En tant que professeure, elle a enseigné à la Musikhochschule de Freibourg et à Bâle.

## Discographie
Ursula Holliger a enregistré pour Accord, Camerata, Philips, Deutsche Grammophon/Archiv, Claves Records, Néos et Novalis.
- Haendel, Concerto pour harpe en si-bémol majeur, HWV 294 - I Musici (octobre 1970, Philips 462 179-2) (OCLC 39357144)
- Lutosławski, Concerto pour hautbois et harpe (Philips) (OCLC 43704602)
- Saudades : Ginastera, Concerto pour harpe - Kammerorchester Serenata Basel, dir. Johannes Schlaefli (septembre 1992, Pan Classics) (OCLC 33476637)
- Chefs-d'œuvre français pour harpe : André Caplet ; Claude Debussy ; Maurice Ravel ; - Ursula Holliger, harpe ; Peter-Lukas Graf, flûte ; Serge Collot, alto ; Hans Rudolf Stalder, clarinette ; Kammermusiker Zurich (Claves) (OCLC 223642543)
- Récital pour deux harpes : Franck ; Debussy ; Fauré ; Schumann (29-30 avril et 26-27 juin 1995, Claves) (OCLC 37788588)
- Inner song : Musique de chambre : Carter (Trilogy) (1997, Philips) (OCLC 312666160)